# Sanguinamento uterino atipico
Si definisce sanguinamento uterino atipico, o AUB (dall'inglese abnormal uterine bleeding), la anomala perdita di sangue dall'utero, manifesto con perdite intermestruali (metrorragia) o con perdite maggiori di 80 ml per ciclo (menorragia); può sottendere una serie di patologie organiche o disfunzionali. In quest'ultimo caso viene definito più correttamente DUB (dall'inglese dysfunctional uterine bleeding). 
Benché nella definizione si faccia riferimento soltanto a menorragia e metrorragia, tra gli AUB rientrano anche:
- Polimenorrea: intervallo minore di 21 giorni tra le mestruazioni
- Ipermenorrea: durata del flusso mestruale maggiore di 7 giorni
- Spotting: piccole perdite ematiche durante il periodo intermestruale
- Oligomenorrea: intervallo maggiore di 35 giorni tra le mestruazioni
- Ipomenorrea: durata del flusso mestruale minore di 2 giorni o di quantità inferiore a 20 ml/ciclo

## Eziologia e patogenesi
Vengono ad essere distinti sanguinamenti uterini organici e sanguinamenti uterini disfunzionali.

### Sanguinamenti uterini organici
Con questa locuzione si definiscono tutti i sanguinamenti uterini atipici in cui è possibile identificare una patologia sottostante, sia essa localizzata  a livello dell'apparato genitale femminile sia essa sistemica. Da questa categoria sono invece da escludere la patologie di interesse ostetrico come la minaccia d'aborto, l'aborto in atto o la patologia del trofoblasto. Tra le patologie più frequenti nella donna giovane si deve ricordare la fibromatosi uterina, l'adenomiosi e la poliposi uterina; in menopausa, sanguinamenti atipici possono invece sottendere l'iperplasia endometriale e/o il carcinoma dell'endometrio. Le cause sistemiche si devono escludere le patologie della crasi ematica e/o dell'emostasi; in questo contesto ha inoltre importanza ricercare eventuali epatopatie che possano giustificare squilibri dei fattori coagulativi e patologie tiroidee. I farmaci responsabili di AUB sono gli antidepressivi, Warfarin, clopidogrel o altri anti-coagulanti, i corticosteroidi. Si deve inoltre ricordare che dispositivi intrauterini o altri corpi estranei possono essere causa di sanguinamenti atipici.

### Sanguinamenti uterini disfunzionali
In questa categoria rientrano tutti i sanguinamenti uterini in cui non è possibile identificare una patologia sottostante direttamente connessa con la perdita ematica. Siccome la trattazione degli intricati meccanismi di regolazione endocrinologica del ciclo ovarico e mestruale esula dagli obiettivi di questa voce, si rimanda a ciclo ovarico e ciclo mestruale per una migliore comprensione delle alterazioni che verranno elencate. In generale, ogni squilibrio dell'asse ipotalamo-ipofisi-ovaio può essere responsabile di anovulazione e/o di DUB; l'anovularietà, testimoniata dall'assenza del rialzo termico e progestinico post-ovulatorio, è infatti la più diretta conseguenza dello scompenso degli equilibri endocrinologici alla base del ciclo mestruale. In questo senso, si può dedurre perché episodi di DUB siano più frequenti nel primo periodo post-menarcale e nel periodo precedente la menopausa; nel primo caso, non è stato ancora stabilita una corretta calibrazione o setting dell'asse ipotalamo-ipofisi-ovaio, nel secondo comincia a mancare la responsività ovarica agli ormoni gonadotropi. In generale è possibile elencare, a titolo esemplificativo e didascalico, una serie di cause alla base di una DUB.
- Estrogeni elevati, progesterone basso; nel normale ciclo gli estrogeni (estradiolo, estrone, estriolo) provocano aumento dello spessore endometriale, con iperplasia e ipertrofia delle cellule epiteliali. Il successivo rialzo progestinico sostenuto dal corpo luteo è responsabile del normale trofismo del tessuto endometriale; il crollo di estrogeni e progesterone nella fase finale del ciclo è responsabile della mestruazione. Un eccessivo clima estrogenico promuove la formazione di un endometrio esuberante senza un adeguato sostegno progestinico; questo porta alla formazione di un endometrio spesso ma friabile, responsabile di spotting intermestruali.
- Clima estrogenico eccessivo, normale progesterone; produzione di endometrio esuberante sostenuto dalla normale azione del progesterone. Questo può portare ad amenorrea interrotta da sanguinamento uterino massivo.
- Assenza di una fase luteale; come per il discorso precedente, l'assenza del progesterone porta alla formazione di un endometrio dominato dall'azione trofica degli estrogeni. In questo caso si avrà metrorragia accompagnata o meno a spotting.
- Repentino abbassamento o innalzamento degli estrogeni; benché si mantengano all'interno del range di normalità, un brusco innalzamento o abbassamento degli estrogeni può provocare rispettivamente una risposta mitotica eccessiva o un'apoptosi endometriale. Questi fenomeni sono alla base si spotting intermittenti.
- Aumento del tempo di esposizione al progesterone, riduzione del clima estrogenico; tipico della sindrome di Halban, si caratterizza per la persistenza nel contesto dell'endometrio sfaldato di isole secretive. Questo quadro è responsabile di sanguinamenti irregolari tipo spotting post-mestruali.

Le cause sono molteplici. Tra le più frequenti si riconoscono:
- Disfunzione nel primo periodo post-menarcale
- Disfunzione nel periodo pre-menopausale
- Sindrome dell'ovaio policistico
- Obesità
- Anoressia
- Inadeguato apporto vitaminico, calorico e/o proteico
- Stress
- Eccessiva attività fisica
- Assunzione irregolare o senza pausa di estro-progestinici, assunzione di progestinici

## Clinica

### Diagnostica
In presenza di un AUB, l'adeguata indagine anamnestica ed obiettiva è fondamentale e talora dirimente. L'età della paziente, eventuale anoressia od obesità, acne, irsutismo e altri segni di iperandrogenismo possono indirizzare eventuali altri esami. Tuttavia, il momento fondamentale è rappresentato dall'esclusione di patologie organiche alla base del sanguinamento. In questo senso può essere utile:
- Dosaggio sierico della β-hCG, per escludere una gravidanza
- Misurazione della pressione arteriosa, esame emocromocitometrico (eventuali discrasie ematiche), dosaggio sierico del TSH (tiroide), PT, PTT (equilibrio emostatico),  AST, ALT, ALP, γ-GT (fegato), creatinina, clearance della creatinina (reni) e in casi selezionati indagini sull'asse ipofisi-surrene.
- Ecografia addominale e transvaginale per l'individuazione di miomi, masse annessiali o masse uterine
- Esame obiettivo vaginale, per escludere sanguinamenti cervicali o vaginali (utile eseguire anche un pap test)
- Misurazione della pressione arteriosa

Nei casi in cui vi siano dubbi su patologie dell'utero, è possibile eseguire un'isteroscopia e un eventuale revisione di cavità uterina, talora terapeutica. Esclusa la patologia organica, si deve valutare l'eventuale ovularietà, dosando il progesterone quando ci si aspetta la fase luteale o l'eventuale rialzo termico post-ovulatorio. Nei casi di ovulazione assente, la diagnosi deve essere orientata verso un AUB (vedi sopra).

## Trattamento
La terapia di un sanguinamento organico si basa sull'eliminazione del processo patologico alla base dell'AUB. In caso di patologia disfunzionale, può essere utile l'impiego di:
- Progestinici (progesterone naturale 100 mg al dì o derivati sintetici quali il noretisterone acetato), somministrazione basata sul razionale che molti DUB sono conseguenza di anovularietà e conseguente assenza di una fase luteale efficace.
- Estrogeni coniugati (10 mg al dì) che, stimolando la proliferazione endometriale ed inibendone lo sfaldamento, sono molto efficaci nell'arrestare un'emorragia uterina acuta.
- FANS quali il naprossene (1100 mg al dì) e l'acido mefenamico (1500 mg al dì) in grado di bloccare la sintesi delle prostacicline a livello uterino, provocando vasocostrizione e conseguente emostasi. Efficaci e maneggevoli come terapia del sanguinamento acuto, possono essere usati solo per periodi brevi a causa della gastro- e nefrotossicità
- Gestrinone, farmaco pleodinamico, con attività anti-progestinica, anti-estrogenica e anti-gonadotropa e con debole attività androgenica. L'inibizione dell'asse ipotalamo-ovaio conseguente è responsabile di una minore sensibilità dell'endometrio allo stimolo proliferativo. In tal senso, la perdita emorragica o mestruale e considerevolmente ridotta
- Danazolo, farmaco con spiccato effetto antigonadotropo e conseguente regressione endometriale. Effetti collaterali come irsutismo, acne e l'aumento di peso lo rendono poco adatto a terapie di lunga durata
- Analoghi del Gn-RH, efficaci ma poco maneggevoli nel lungo periodo per effetti collaterali come osteoporosi e aumento del rischio cardiovascolare

In caso di DUB dovuto ad obesità o anoressia, è necessario intraprendere un percorso terapeutico poli-disciplinare che comprenda specialisti in nutrizione, endocrinologia e specialisti in psicologia e/o psichiatria al fine di pianificare una dieta appropriata ed eventuali contesti psicoterapeutici atti, in un primo step, a consolidare il difettoso senso del sé, delle relazioni affettive e dell'immagine corporea in caso di anoressia e ad arrestare i comportamenti impulsivi tipici del binge eating disorder. Un percorso analogo deve essere intrapreso in caso di stress (soprattutto se accompagnato a depressione o a disturbo d'ansia) o vigoressia. Per la terapia della PCOS si rimanda alla voce dedicata.
In alcuni selezionati casi può essere utile la terapia chirurgica, quali revisione di cavità uterina e talora isterectomia.